# Исаев, Мансур Мустафаевич
Мансу́р Мустафа́евич Иса́ев (род. 23 сентября 1986, Кизилюрт, Дагестанская АССР, РСФСР, СССР) — российский дзюдоист, заслуженный мастер спорта, олимпийский чемпион 2012 года в весовой категории до 73 кг.

## Биография
Мансур начал заниматься дзюдо с 8 лет в Кизилюрте. Первым его тренером был Джабраил Магомедов. С 2006 г. Исаев выступает за Челябинскую область: его новым тренером стал Александр Миллер.
С тренером Александром Миллером связан переезд Мансура Исаева из Дагестана в Челябинск. Увидев спортсмена на одном из турниров для юниоров, он предложил молодому спортсмену тренироваться у него и лично поехал в Кизилюрт, чтобы обсудить все вопросы с родителями спортсмена и заявил, что забирает его в Челябинск. В Челябинске Мансуру Исаеву была предоставлена квартира, зарплата, также выделялись финансы на поездки на соревнования. По словам Мансура Исаева, Миллер забрал его в Челябинск потому, что смог рассмотреть потенциал.
Мансур Исаев имеет высшее экономическое образование: в 2009 году он окончил Дагестанский государственный университет.
Участник трёх чемпионатов мира — 2009, 2010 и 2011 годов. В 2009 году в Роттердаме Мансур завоевал бронзовую медаль. На чемпионате Европы в 2012 году Исаев стал седьмым.
На Олимпиаде в Лондоне 30 июля 2012 года Мансур Исаев завоевал золотую медаль, в финале победив японца Рики Накая.
17 декабря 2017 года объявил о завершении спортивной карьеры.

## Общественная и политическая деятельность
- С 7 декабря 2017 года — член партии «Единая Россия»[9].

## Награды
- Орден Дружбы (13 августа 2012 года) — за большой вклад в развитие физической культуры и спорта, высокие спортивные достижения на Играх XXX Олимпиады 2012 года в городе Лондоне (Великобритания)[10].
- Заслуженный мастер спорта России (20 августа 2012 года)[11].

## Семья
Родители: Мустафа Исаев (аварец) и Асият Исаева (кумычка).